# بیستون زیاری
ظهیرالدوله بیسُتون، بِهِسْتون یا بِهیسْتون (درگذشتهٔ ۳۶۶ هجری) از ۳۵۷ تا ۳۶۶ ه‍.ق سومین امیر زیاریان بود. او پیش از به قدرت رسیدن در زمان امارت پدرش، وشمگیر، فرماندار طبرستان بود. بعد از مرگ وشمگیر در سال ۳۵۷ هجری (برابر ۹۶۷ میلادی) به پایتخت وقت، گرگان (گنبد کاووس کنونی)، رفت و قدرت را به دست گرفت. البته به قدرت رسیدن او چالش‌برانگیز بود و لشکر سامانی (که اندکی قبل از مرگ وشمگیر و برای جنگ با رکن‌الدوله آل‌بویه عازم شده بودند) با او مقابله کردند و فرماندهٔ لشکر از برادر کوچک‌تر بیستون، قابوس، برای حکومت بر قلمرو زیاری حمایت کرد. بیستون برای جلب حمایت رکن‌الدوله، اتحاد و تبعیت او را پذیرفت. ارتش سامانی که با کمبود آذوقه روبرو بود، مجبور به ترک گرگان به مقصد خراسان شد و قابوس با حمایت حسن بن فیروزان (حاکم وقت سمنان) سر به شورش برآورد؛ ولی بیستون توانست سمنان و گرگان را به کنترل خود درآورد و قابوس را از ادعایش بر حکومت منصرف کند. گویا پس از آن قابوس در گرگان ماند ولی بر حق بودن حاکمیت بیستون را پذیرفت و زیر نظر او بود.
بیستون در سراسر سال‌های امارتش رابطهٔ خوبی با آل‌بویه داشت. او با یکی از دخترهای عضدالدوله، پسر ارشد رکن‌الدوله، ازدواج کرد و در سال ۳۶۰ هجری قمری خلیفه عباسی، المطیع، به بیستون لقب ظهیرالدوله داد. بیستون همچنین به مرزهای غربی خود توجه داشت. او حسین الثائر از خاندان علوی را، که توسط وشمگیر زندانی شده بود، آزاد و از او حمایت مالی کرد تا بتواند حکومت شهر هوسم را تصرف کند. اما وی از ابومحمد ناصری شکست خورد و کشته شد. پسر الثائر، ابوالحسن علی، بعداً ابومحمد ناصری را از هوسم فراری داد و تحت نظر حکومت زیاری بر هوسم فرمان راند.
سکه‌های بسیاری کشف شده‌است که در زمان ظهیرالدوله بیستون در شهرهای مختلف قلمرو زیاریان ضرب شده‌اند. برخی از این سکه‌های نقره‌ای به اشتباه به وشمگیر نسبت داده شده‌اند. حکومت بیستون با آرامش و صلح همراه بود و شیوه‌ای که او در حکومتش پیش گرفت، الگویی برای امیران بعدی زیاری شد.
بیستون در سال ۳۶۶ قمری (۹۷۷ میلادی) از دنیا رفت. پس از درگذشت او، دباج گیلی، پدرزن بیستون، به عنوان نایب‌السلطنهٔ پسر بیستون در مقابل قابوس مقاومت کرد تا امارت زیاریان را نگهدارد، ولی در نهایت شکست خورد و قابوس قدرت را به دست گرفته و رسماً امیر بعدی آل زیار شد.

## منبع‌شناسی
در مورد زیاریان غالباً مشکل کمبود منابع وجود دارد. هیچ کتاب تاریخی نیست که مختص به شرح وقایع امیر یا امیران زیاری باشد. به‌طور کلی زیاریان از دید مورخان برکنار ماندند و اطلاعات در مورد رخدادها، نبردها و حتی امیران متأخر آن محدود است.
مهمترین منبع برای شناخت زیاریان از دوران مرداویج تا قابوس، ابوعلی مسکویه (متوفی ۴۲۱) است که کتاب تجارب الامم و تعاقب الهمم را در دربار آل بویه نوشته‌است. گزارش‌های مسکویه بی‌طرف قلمداد می‌شوند ولی گاه رگه‌هایی از جانبداری به سوی بوییان هم در آن مشاهده می‌شود. نوشته‌های او یا مشاهده‌های شخصی او بودند یا نقل از افراد قابل اعتماد او هستند. یکی از نقدها به این اثر، عدم ترتیب رخدادها در گزارش مسکویه است و گاه سال‌ها به اشتباه ثبت شده‌اند.
از کتاب‌های تاریخ محلی مازندران، تاریخ طبرستان، اثر ابن اسفندیار، بیشتر در مورد دوره‌های ابتدایی زیاریان سخن گفته‌است و اشتباه هم دارد. جلد دوم این کتاب را خود ابن اسفندیار ننوشته و الحاقی از نویسندگانی ناشناس است. سید ظهیرالدین مرعشی هم در تاریخ طبرستان و رویان و مازندران نوشته‌های ابن اسفندیار را عیناً بازنویسی کرده‌است.
در میان کتاب‌های تاریخ عمومی، گردیزی (متوفی ۴۵۳) در زین‌الاخبار مطالبی در شرح حکومت بیستون زیاری آورده‌است. الکامل فی التاریخ اثر عزالدین ابن اثیر (متوفی ۶۳۰) مطالبی افزون بر آنچه در تجارب‌الامم وجود داشت، آورده‌است. العبر و دیوان المبتداء و الخبر اثر ابن خلدون (متوفی ۸۰۶) در دو قسمت جداگانه به زیاریان پرداخته‌است که آکنده از اشتباه و حتی تناقض است. خواندمیر (متوفی ۹۳۰) هم در حبیب‌السیر از کتاب‌های التاجی و تاریخ طبرستان به عنوان منبع خود استفاده کرده‌است.
در دورهٔ معاصر، پژوهش‌هایی دربارهٔ زیاریان شده‌است که خاورشناسان غیرایرانی آغازگر آن بودند. یکی از نخستین آثار در باب زیاریان را کلمان اوار در سال ۱۹۲۲ در پاریس با نام Les Ziyârides منتشر کرد که تا پس از امارت قابوس دارای شرح و تفصیل است. مقاله‌ای از او دربارهٔ زیاریان، در دایرةالمعارف اسلام هم به چاپ رسید. سپس هاسنت لویی رابینو در «تاریخ مازندران و فرمانروایان آن سامان»، در مورد امیران ابتدایی زیاری مطالبی را تکرار کرده‌است. در مقالهٔ دنیسن راس که در ۱۹۲۵ چاپ شد هم مطلب جدیدی نبود. اما کلیفورد ادموند باسورث به صورت جدی‌تری در چند اثر، به تاریخ زیاریان پرداخت؛ از جمله در بخش‌هایی از تاریخ ایران کمبریج، تاریخ غزنویان و دایرةالمعارف اسلام. ویلفرد مادلونگ هم در جلد چهارم تاریخ ایران کمبریج و کتاب اخبار ائمة الزیدیه فی طبرستان و دیلمان و جیلان و رسالهٔ المنترع من الجزء الاول من الکتاب المروف بالتاجی فی اخبار الدولة الدیلمیة نکات جدیدی را پیرامون زیاریان بیان کرد.
در میان مورخان ایرانی که به تاریخ زیاری پرداختند، نخست بایستی محمدحسن اعتمادالسلطنه را نام برد که در التدوین فی احوال جبال شروین یکی از پیشگامان بررسی تاریخ نواحی شمالی ایران بود. اردشیر برزگر، عباس پرویز و عباس اقبال نیز شرحی کلی و سطحی از امیران نیمهٔ نخست آل زیار ارائه کردند. در دائرةالمعارف بزرگ اسلامی حسین عماری در جلد دوم مقاله‌ای برای مدخل زیاریان و رضا رضازاده لنگرودی در جلد نخست مدخلی برای بیستون نوشتند. همچنین میترا مهرآبادی و محمدعلی مفرد کتاب‌هایی مختص به دودمان زیاریان نوشته‌اند.
در زمینهٔ سکه‌شناسی دوران زیاری، چند کار عمده وجود دارد. لین پول در جلد سوم کاتالوگ سکه‌های شرقی موزه بریتانیا به بررسی چهار سکه پرداخته که دو سکه از آن متعلق به دوره بیستون زیاری است ولی لین پول آن‌ها را به اشتباه به وشمگیر نسبت داده‌است. سپس جورج مایلز در مقاله‌ای به نام «سکه‌شناسی دودمان زیاری طبرستان و گرگان» سکه‌های زیادی را جمع‌آوری و معرفی کرده‌است. باسورث هم در «نکاتی چند در باب وقایع مربوط به آل زیار در گرگان و طبرستان» به سکه‌هایی که در موزه‌های آرمیتاژ، باکو و… هست اشاره می‌کند. اشترن هم مقاله‌ای به نام «سکه‌های آمل» دارد که به سکه‌های زیاری پرداخته‌است. در میان نویسندگان ایرانی نیز ملکه ملک‌زاده بیانی در دو مقاله تحت عنوان «سکه‌های زیاری» به این مسئله پرداخت و میترا مهرآبادی هم در بخش پایانی تاریخ سلسله زیاری ضمن آوردن مطالب دیگر سکه‌شناسان مذکور، نقدهایی به آن‌ها وارد کرده‌است.

## پیش‌زمینه

وضعیت امارت‌های اسلامی، هنگام به قدرت رسیدن بیستون زیاری (با رنگ زرد)

خاندان زیاریان خود را بازماندگان ارغوش، شاه گیلان در زمان کیخسرو، معرفی می‌کردند. مرداویج پسر زیار نخستین فرد از این خاندان بود که به قدرت رسید. او که در ابتدا در ارتش داعی صغیر و اسفار شیرویه بود، توانست با کنار زدن آن‌ها، حکومت زیاریان را ایجاد کند و بخش‌های وسیعی از فلات ایران را تسخیر نماید. او در ۳۲۳ هجری قمری به قتل رسید و برادرش، وشمگیر، جانشین او شد.
در پایان دوران حکومت وشمگیر، دو دولت سامانیان و آل بویه قدرت زیادی پیدا کرده بودند. امیر سامانی در خراسان قدرت داشت و مرزهای آن تا شرق قلمرو زیاری کشیده شده بود و بوییان، که بر سر حاکمیت شهر ری با وشمگیر درگیر بودند، سرزمین‌های زیادی از جمله عراق عرب و عراق عجم را در اختیار داشتند و حتی بغداد را که مرکز خلافت عباسی بود، در کنترل خود داشتند. حکومت بوییان میان سه برادر دیلمی تقسیم شده بود و امیران نواحی مختلف آن تا مدت‌ها متحد بودند. رکن‌الدوله حسن که امیر بویی ری بود، مدت زیادی با ابوالحسن سیمجور که والی خراسان از سوی سامانیان بود، اختلاف داشت و این دو اغلب در کشمکش بودند و قلمرو زیاری که در زمان وشمگیر متحد سامانیان بود، همچون دیوار حائلی بین آن دو قرار داشت. از این حیث بود که رکن‌الدوله و وشمگیر نبردهای زیادی داشتند. اختلافات بوییان و سامانیان تا زمانی که در سال ۳۶۱ هجری، امیر نوح سامانی از دختر عضدالدوله خواستگاری کرد، پا بر جا بود.

## تبار
وشمگیر که دومین حاکم زیاریان بود، سه یا چهار پسر داشت. این اختلاف از آنجاست که بعضی از مورخان سالار و لنگر را، که هر دو به عنوان پسر وشمگیر معرفی شده‌اند، یک نفر می‌دانند. لنگر پسر ارشد وشمگیر بود که از طرف او به حکومت گیلان منصوب شده بود و در آنجا به دست ابومحمد الحسن الناصر در نبردی کشته شد. حسین اسلامی، مورخ و مازندران‌شناس معاصر، می‌گوید «سی و چهار سال جنگ و گریز وشمگیر، آرامش و آسایش و فرصت حرم‌سازی و حرم‌بازی را از او گرفته بود» و این را دلیل کم تعداد بودنِ فرزندان وشمگیر می‌داند. مهرآبادی با توجه وقایع این دوران، می‌گوید بیستون و قابوس تنها پسران وشمگیر بودند که در زمان درگذشت او زنده بودند. بیستون بزرگ‌تر از قابوس بود و قابوس، برادر کوچک‌تر، نوهٔ دختری اسپهبد شروین دوم از خاندان باوندیان بود، اما بیستون از مادر دیگری به دنیا آمده بود و رابطهٔ نسبی اشرافی همچون قابوس نداشت. اطلاع چندانی از کودکی و دوران پیش از به قدرت رسیدن بیستون در دست نیست.

## زندگی
در زمان امارت وشمگیر، بیستون فرماندهٔ سپاه بود، اما منابع تنها از دو شکست او یکی در سال ۳۴۸ هجری، هنگام نبرد با علی بن کامه و دیگری در ۳۵۵ در دیلم از ابوعبدالله ابن داعی علوی یاد کرده‌اند. او همچنین در زمان درگذشت پدرش بر طبرستان فرمانروایی می‌کرد.

### به قدرت رسیدن
وشمگیر دو پسر داشت: بزرگ‌ترشان که بیستون نام داشت، در طبرستان بود و کوچک‌تر، به نام قابوس، در لشکرگاه پدر را همراهی می‌کرد. هنگامی که وشمگیر، در محرم ۳۵۷ هجری، برای آخرین نبرد خود در برابر آل بویه آماده می‌شد، درگذشت. در زمان مرگ وشمگیر، لشکریان سامانیان به عنوان متحد و برای کمک به زیاریان، به گرگان آمده بودند و محمد بن ابراهیم سیمجور آن‌ها را فرماندهی می‌کرد. ابراهیم سیمجور و بزرگان طبرستان پس از درگذشت ناگهانی وشمگیر ابتدا با قابوس، پسر کوچک‌تر او که در گرگان بود، بیعت کردند و او را به عنوان امیر به رسمیت شناختند. با این حال بیستون سریعاً به گرگان آمد و به ملاقات سیمجور رفت. او توانست امیری زیاریان را بر عهده گیرد و چون لشکریان سامانی خواستار آذوقه شدند، گفت برای تهیهٔ آذوقه بایستی به طبرستان بازگردد و بدین گونه آن‌ها را رها کرد. آنگاه پیکی نزد رکن‌الدوله بویی فرستاد و به شهر ری رفت. لشکریان سامانی که آذوقه کافی نداشتند، مجبور شدند پراکنده شدند و به خراسان بازگردند.

### رابطه با آل بویه و خلافت عباسی

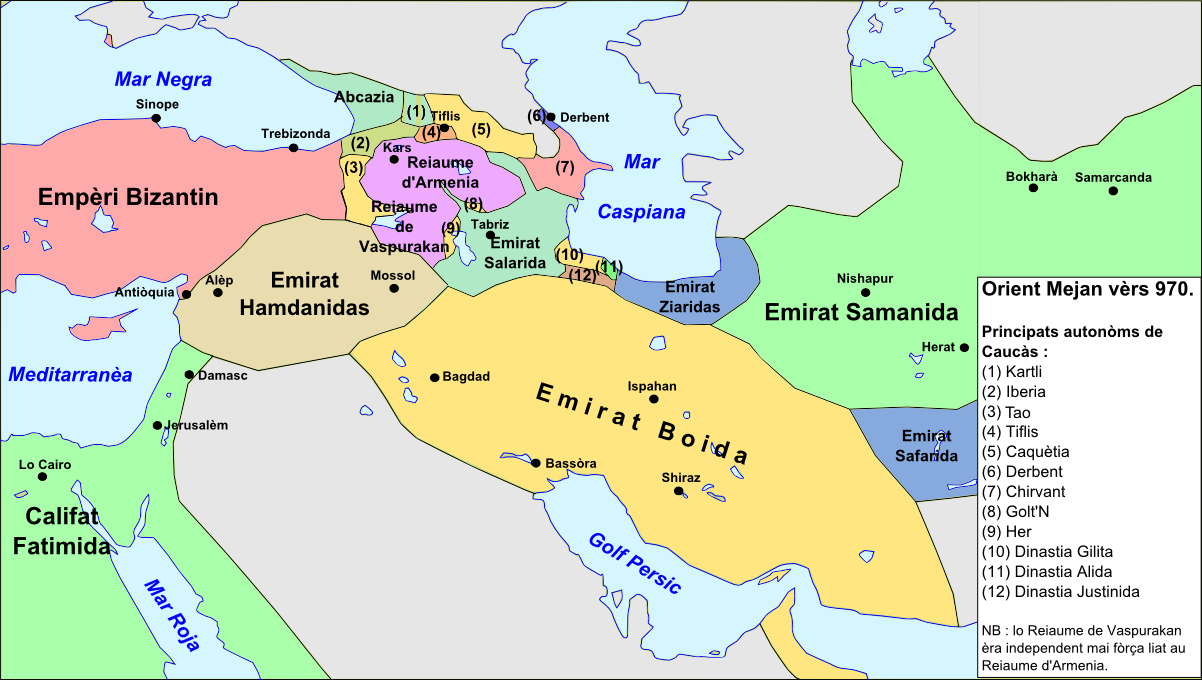
قلمروهای خاورمیانه در ۹۷۰ میلادی

بیستون که با کمک رکن‌الدوله بویی به قدرت رسیده بود، پس از آن متحد بوییان ماند و با دختر عضدالدوله بن رکن‌الدوله ازدواج کرد و توانست از المطیع، خلیفهٔ عباسیان، لقب «ظهیرالدوله» دریافت کند. البته برخی منابع به اشتباه نوشته‌اند که عضدالدوله با دختر بیستون ازدواج کرد، که با توجه به سن این دو، نمی‌تواند صحیح باشد. همچنین برخی منابع نوشته‌اند عضدالدوله به خلیفه دستور داد که بیستون را لقب بخشد اما به نظر میترا مهرآبادی، این ادعا نمی‌تواند صحیح باشد؛ چون عضدالدوله چهار سال پس از این واقعه بغداد را فتح کرد و زمانی که به خلافت تسلط یافت، خلیفه المطیع درگذشته بود و الطائع به خلافت رسیده بود.
بیستون نخستین فرد از زیاریان است که خلیفه به او لقب و لوا و منشور حکومت اعطا کرد. بیستون در ازای آن اعلان اطاعت کرد و شصت هزار دینار همراه لباس و اسبی به عنوان هدیه، برای خلیفه فرستاد. بدین ترتیب بیستون برعکس پدر و عمویش توانست با واقع‌بینی و دوری از تعصبات مذهبی، با قدرت‌های بزرگ‌تر رابطه ایجاد کند و این گونه بتواند حکومتی آرام و به دور از آشوب و تشنج داشته باشد. حاکمان بعدی زیاری هم در این زمینه، از روش بیستون پیروی کردند. لقب بخشیدن خلیفه به بیستون، علاوه بر این که نشان می‌دهد آل بویه در این دوره بر خلافت و زیاریان تسلط داشتند، حاکی از آن است که آل زیار پس از تنها یک نسل، از شعارها و آرمان‌های مذهبی ابتدایی خود صرف نظر کردند و برای دستیابی به قدرت و مشروعیت دینی، به اطاعت از خلافت تن دادند.

### رابطه با قابوس
به گفتهٔ ویلفرد مادلونگ، قابوس پس از بازگشت لشکریان سامانی به خراسان نزد حسن بن فیروزان، که در این هنگام حاکم سمنان بود، رفت و با او متحد شد؛ ولی بیستون به گرگان و سمنان لشکر کشید و این مناطق را تحت سیطرهٔ خود درآورد. رضا رضازاده لنگرودی شرح متفاوتی در دایرةالمعارف بزرگ اسلامی ارائه می‌کند و چنین می‌پندارد که قابوس در گرگان و بیستون در طبرستان حکومت داشتند؛ ولی با توجه به سکه‌هایی که به نام بیستون در گرگان ضرب شده‌است و در آن‌ها از حاکمان آل بویه نیز نام برده شده، می‌گوید قابوس از همان ابتدا جانشینی بیستون بر تخت آل زیار را پذیرفته بود و تحت امر او بود. حسین عماری در دایرةالمعارف بزرگ اسلامی گفته‌است که قابوس در گرگان و بیستون در طبرستان امارت داشتند، تا آن که بیستون درگذشت. میترا مهرآبادی هم با اشاره به سکه‌های ضرب شده میان ۳۵۷ تا ۳۶۶ در گرگان، که نام بیستون را بر خود دارند، حکومت قابوس در این شهر را تحت پذیرش حاکمیت برادرش می‌داند و اشاره می‌کند که بیستون نهایتاً در شهر گرگان درگذشت. حسین اسلامی از حکومت قابوس در گرگان ضمن پذیرش برتری برادرش، بیستون، صحبت می‌کند. اسلامی می‌گوید این دو برادر ده سال با یکدیگر کنار آمدند و بیستون تنها در آخرین سال حکومتش، نبردی برای فتح گرگان و سمنان ترتیب داد که منجر به تسلیم قابوس شد.

### رابطه با علویان هوسم
در زمان وشمگیر، لنگر (برادر بیستون و پسر وشمگیر) به دست علویان گیلان به قتل رسیده بود و وشمگیر در واپسین سال‌های حکومتش درگیر قیام یکی از داعیان به نام المهدی لدین‌الله بود. بیستون سیاست متفاوتی را نسبت به داعیان علوی اتخاذ کرد. او حسین الثائر را، که در بند وشمگیر بود، از حبس آزاد کرد. بیستون همچنین با تأمین مالی الثائر، او را برای فتح شهر هوسم (رودسر امروزی) فرستاد. در آن زمان هوسم در اختیار ابومحمد ناصری (خواهرزادهٔ المهدی لدین‌الله) بود که تحت لوای رکن‌الدوله بویی قدرت را به دست گرفته بود. الثائر در نبرد با او کشته شد و پسرش، به نام ابوالحسن علی، برای انتقام و خونخواهیش قیام کرد و به گواهی سکه‌هایی که به نام او باقی مانده و تاریخ ضربشان سال ۳۶۴ هجری است، توانست ابومحمد ناصری را از هوسم بیرون براند. بیستون نیز به احتمال فراوان از ابوالحسن پشتیبانی کرده‌است، زیرا ابوالحسن حکومت و تسلط زیاریان بر خود را به رسمیت شناخت. ابوالحسن تا سال ۳۶۹ حکومت می‌کرد، در حالی که رقیب او، ابومحمد، قدرت خود را کاملاً از دست داده بود و در میان امیران قوی‌تر به دنبال متحد می‌گشت.

## سکه‌ها

سکهٔ نقرهٔ بیستون به سال ۳۶۵ هجری، ضرب شده در آمل و به وزن ۲٬۳۹ گرم. این سکه از جمله سکه‌های زیاری موجود در موزهٔ بریتانیا است.

سکه‌های متعددی از بیستون در دست است که استانلی لین پول و به پیروی از او، کلیفورد ادموند بازورث، به اشتباه تعدادی از این سکه‌ها را به وشمگیر نسبت داده‌اند. این سکه‌ها تا ۳۶۰ با نام «بیستون» و بعدتر با لقب «ظهیرالدوله» دیده می‌شوند. در سکه‌های بسیاری که میان سال‌های ۳۵۷ تا ۳۶۶ در گرگان ضرب شده‌اند، بیستون تسلط آل بویه را بر خود پذیرفته‌است. در بسیاری از سکه‌های مکشوفهٔ دوران بیستون، نام او به صورت «ظهیرالدوله وشمگیر» آمده که موجب شده‌است برخی سکه‌شناسان به اشتباه این سکه‌ها را متعلق به حکومت وشمگیر بدانند. سکه‌های بیستون در شهرهای ساریه، آمل، گرگان، استرآباد، قومس و هوسم ضرب شده‌اند.
ساترن ده سکه از دوره بیستون را در مقاله‌ای تحت عنوان سکه‌های آمل  شناسایی و فهرست کرده‌است. اغلب این سکه‌ها در سه شهر آمل، ساری و گرگان (جرجان) ضرب شده‌اند و علاوه بر اسم و لقب بیستون، نام خلیفه وقت و رکن‌الدوله ابوعلی (حاکم بوییان) بر آنان نقش بسته‌است. به گفته‌ی میترا مهرآبادی، تا سال ۳۶۰ هجری تنها نام «بیستون» بر سکه‌ها درج می‌شد ولی در این سال، خلیفه عباسی به بیستون لقب «ظهیرالدوله» بخشید و نام او به صورت «ظهیرالدوله ابومنصور وشمگیر» بر روی سکه‌ها حک شد. جورج سی. میلز در سال ۱۹۷۲ میلادی، تعداد زیادی از سکه‌های ضرب‌شده در زمان بیستون را فهرست و منتشر کرد.

## مرگ و میراث
ابن اثیر، ابن اسفندیار و خواندمیر درگذشت بیستون را در سال ۳۶۶ هجری ذکر کرده‌اند و مستوفی سال ۳۶۷ را عنوان کرده‌است که به نظر گزارش‌های نخست صحیحند. رضا رضازاده لنگرودی می‌گوید: «عبارت رجب سنه و ستین و ثلاثمائه که در تاریخ گردیزی آمده به احتمال زیاد اشتباه چاپی است و آن را باید سته و ستین… (۳۶۶) خواند. از طرف دیگر، ابن خلدون مدت حکومت بیستون را هفت سال برشمرده است که این نکته با سایر منابع همخوانی ندارد. اما اگر عدد سبع (هفت) را که در نوشتهٔ او به صورت لِسَبع سنین من ولایته آمده‌است تصحیف تِسع (نه) بدانیم با تاریخ مرگ بیستون در ۳۶۶ همخوانی دارد.» برای بیستون دو همسر، یکی دختر عضدالدوله و یکی دختر دباج گیلی، ذکر شده و تنها یک پسر خردسال از همسر دوم داشته‌است.
وقتی که بیستون به ناگاه در گرگان درگذشت، قابوس نزد دایی خود، رستم، در شهریار کوه بود. بعد از مرگ بیستون، فرزندی از او برجای مانده بود، که نزد جد مادری خود، دباج بن بانی گیلی، به سر می‌برد. دباج ولایت طبرستان را داشت، اما طمع گرگان موجب شد، تا با شتاب به سوی گرگان روانه شود. گروهی از سرداران لشکر گرگان، متمایل به قابوس بودند. دباج آن‌ها را زندانی کرد. هنگامی که قابوس این خبر را شنید، به گرگان آمد. وقتی که قابوس به نزدیکی گرگان رسید، سپاهیان، او را به پادشاهی برگزیدند و طرفداران فرزند بیستون فرار کردند و قابوس، برادرزادهٔ خردسالش را تحت سرپرستی خود درآورد و حتی از فرزندان خود، او را گرامی‌تر داشت. قابوس منطقهٔ گرگان و طبرستان را به اطاعت خود درآورد. خلیفه الطائع بالله، حکومت قابوس را در سال ۳۶۸ هجری، به رسمیت شناخت و به او لقب «شمس‌المعالی» داد. در جریان درگیری میان دباج و قابوس، دباج تلاش کرد حمایت سامانیان را به سمت خود جلب کند و آل بویه هم به حمایت از قابوس پرداختند. به خصوص قابوس از جانب همسرش نسبت خانوادگی با فخرالدوله داشت و گفته شده که با وساطت عضدالدوله بود که خلیفه الطایع، به قابوس خلعت و لوا بخشید.

## تبارنامه
|  |  |                               |                               |                               |                               | وردان                         | وردان                         | وردان | وردان | وردان        | وردان        |              |              |                                                    |                                                    |                                                    |                                                    | دختر تیرداد                                        | دختر تیرداد                                        | دختر تیرداد                  | دختر تیرداد                  | دختر تیرداد                  | دختر تیرداد                  |                            |                            |                                              |                                              |                                              |                                              |                                              |                                              |                                |                                |                                |                                |  |  |  |  |  |  |  |  |  |  |  |  |  |  |  |  |  |  |  |  |  |  |  |  |  |  |  |  |
|  |  |                               |                               |                               |                               | وردان                         | وردان                         | وردان | وردان | وردان        | وردان        |              |              |                                                    |                                                    |                                                    |                                                    | دختر تیرداد                                        | دختر تیرداد                                        | دختر تیرداد                  | دختر تیرداد                  | دختر تیرداد                  | دختر تیرداد                  |                            |                            |                                              |                                              |                                              |                                              |                                              |                                              |                                |                                |                                |                                |  |  |  |  |  |  |  |  |  |  |  |  |  |  |  |  |  |  |  |  |  |  |  |  |  |  |  |  |
|  |  |                               |                               |                               |                               |                               |                               |       |       |              |              |              |              |                                                    |                                                    |                                                    |                                                    |                                                    |                                                    |                              |                              |                              |                              |                            |                            |                                              |                                              |                                              |                                              |                                              |                                              |                                |                                |                                |                                |  |  |  |  |  |  |  |  |  |  |  |  |  |  |  |  |  |  |  |  |  |  |  |  |  |  |  |  |
|  |  |                               |                               |                               |                               |                               |                               |       |       |              |              | زیار         |              |                                                    |                                                    |                                                    |                                                    |                                                    |                                                    |                              |                              |                              |                              |                            |                            |                                              |                                              |                                              |                                              |                                              |                                              |                                |                                |                                |                                |  |  |  |  |  |  |  |  |  |  |  |  |  |  |  |  |  |  |  |  |  |  |  |  |  |  |  |  |
|  |  |                               |                               |                               |                               |                               |                               |       |       |              |              |              |              |                                                    |                                                    |                                                    |                                                    |                                                    |                                                    |                              |                              |                              |                              |                            |                            |                                              |                                              |                                              |                                              |                                              |                                              |                                |                                |                                |                                |  |  |  |  |  |  |  |  |  |  |  |  |  |  |  |  |  |  |  |  |  |  |  |  |  |  |  |  |
|  |  |                               |                               |                               |                               |                               |                               |       |       |              |              |              |              |                                                    |                                                    |                                                    |                                                    |                                                    |                                                    |                              |                              |                              |                              |                            |                            |                                              |                                              |                                              |                                              |                                              |                                              |                                |                                |                                |                                |  |  |  |  |  |  |  |  |  |  |  |  |  |  |  |  |  |  |  |  |  |  |  |  |  |  |  |  |
|  |  | مرداویج فرمانروایی ۳۱۹ تا ۳۲۳ | مرداویج فرمانروایی ۳۱۹ تا ۳۲۳ | مرداویج فرمانروایی ۳۱۹ تا ۳۲۳ | مرداویج فرمانروایی ۳۱۹ تا ۳۲۳ | مرداویج فرمانروایی ۳۱۹ تا ۳۲۳ | مرداویج فرمانروایی ۳۱۹ تا ۳۲۳ |       |       |              |              |              |              |                                                    |                                                    |                                                    |                                                    | وشمگیر فرمانروایی ۳۲۳ تا ۳۵۷                       | وشمگیر فرمانروایی ۳۲۳ تا ۳۵۷                       | وشمگیر فرمانروایی ۳۲۳ تا ۳۵۷ | وشمگیر فرمانروایی ۳۲۳ تا ۳۵۷ | وشمگیر فرمانروایی ۳۲۳ تا ۳۵۷ | وشمگیر فرمانروایی ۳۲۳ تا ۳۵۷ |                            |                            |                                              |                                              |                                              |                                              |                                              |                                              |                                |                                |                                |                                |  |  |  |  |  |  |  |  |  |  |  |  |  |  |  |  |  |  |  |  |  |  |  |  |  |  |  |  |
|  |  | مرداویج فرمانروایی ۳۱۹ تا ۳۲۳ | مرداویج فرمانروایی ۳۱۹ تا ۳۲۳ | مرداویج فرمانروایی ۳۱۹ تا ۳۲۳ | مرداویج فرمانروایی ۳۱۹ تا ۳۲۳ | مرداویج فرمانروایی ۳۱۹ تا ۳۲۳ | مرداویج فرمانروایی ۳۱۹ تا ۳۲۳ |       |       |              |              |              |              |                                                    |                                                    |                                                    |                                                    | وشمگیر فرمانروایی ۳۲۳ تا ۳۵۷                       | وشمگیر فرمانروایی ۳۲۳ تا ۳۵۷                       | وشمگیر فرمانروایی ۳۲۳ تا ۳۵۷ | وشمگیر فرمانروایی ۳۲۳ تا ۳۵۷ | وشمگیر فرمانروایی ۳۲۳ تا ۳۵۷ | وشمگیر فرمانروایی ۳۲۳ تا ۳۵۷ |                            |                            |                                              |                                              |                                              |                                              |                                              |                                              |                                |                                |                                |                                |  |  |  |  |  |  |  |  |  |  |  |  |  |  |  |  |  |  |  |  |  |  |  |  |  |  |  |  |
|  |  |                               |                               |                               |                               |                               |                               |       |       |              |              |              |              |                                                    |                                                    |                                                    |                                                    |                                                    |                                                    |                              |                              |                              |                              |                            |                            |                                              |                                              |                                              |                                              |                                              |                                              |                                |                                |                                |                                |  |  |  |  |  |  |  |  |  |  |  |  |  |  |  |  |  |  |  |  |  |  |  |  |  |  |  |  |
|  |  | فرهاد                         | فرهاد                         | فرهاد                         | فرهاد                         | فرهاد                         | فرهاد                         |       |       | لنگر (سالار) | لنگر (سالار) | لنگر (سالار) | لنگر (سالار) | لنگر (سالار)                                       | لنگر (سالار)                                       |                                                    |                                                    | بیستون فرمانروایی ۳۵۷ تا ۳۶۶                       | بیستون فرمانروایی ۳۵۷ تا ۳۶۶                       | بیستون فرمانروایی ۳۵۷ تا ۳۶۶ | بیستون فرمانروایی ۳۵۷ تا ۳۶۶ | بیستون فرمانروایی ۳۵۷ تا ۳۶۶ | بیستون فرمانروایی ۳۵۷ تا ۳۶۶ |                            |                            | قابوس فرمانروایی ۳۶۶ تا ۳۷۱ مجدداً ۳۸۸ تا ۴۰۳ | قابوس فرمانروایی ۳۶۶ تا ۳۷۱ مجدداً ۳۸۸ تا ۴۰۳ | قابوس فرمانروایی ۳۶۶ تا ۳۷۱ مجدداً ۳۸۸ تا ۴۰۳ | قابوس فرمانروایی ۳۶۶ تا ۳۷۱ مجدداً ۳۸۸ تا ۴۰۳ | قابوس فرمانروایی ۳۶۶ تا ۳۷۱ مجدداً ۳۸۸ تا ۴۰۳ | قابوس فرمانروایی ۳۶۶ تا ۳۷۱ مجدداً ۳۸۸ تا ۴۰۳ |                                |                                |                                |                                |  |  |  |  |  |  |  |  |  |  |  |  |  |  |  |  |  |  |  |  |  |  |  |  |  |  |  |  |
|  |  | فرهاد                         | فرهاد                         | فرهاد                         | فرهاد                         | فرهاد                         | فرهاد                         |       |       | لنگر (سالار) | لنگر (سالار) | لنگر (سالار) | لنگر (سالار) | لنگر (سالار)                                       | لنگر (سالار)                                       |                                                    |                                                    | بیستون فرمانروایی ۳۵۷ تا ۳۶۶                       | بیستون فرمانروایی ۳۵۷ تا ۳۶۶                       | بیستون فرمانروایی ۳۵۷ تا ۳۶۶ | بیستون فرمانروایی ۳۵۷ تا ۳۶۶ | بیستون فرمانروایی ۳۵۷ تا ۳۶۶ | بیستون فرمانروایی ۳۵۷ تا ۳۶۶ |                            |                            | قابوس فرمانروایی ۳۶۶ تا ۳۷۱ مجدداً ۳۸۸ تا ۴۰۳ | قابوس فرمانروایی ۳۶۶ تا ۳۷۱ مجدداً ۳۸۸ تا ۴۰۳ | قابوس فرمانروایی ۳۶۶ تا ۳۷۱ مجدداً ۳۸۸ تا ۴۰۳ | قابوس فرمانروایی ۳۶۶ تا ۳۷۱ مجدداً ۳۸۸ تا ۴۰۳ | قابوس فرمانروایی ۳۶۶ تا ۳۷۱ مجدداً ۳۸۸ تا ۴۰۳ | قابوس فرمانروایی ۳۶۶ تا ۳۷۱ مجدداً ۳۸۸ تا ۴۰۳ |                                |                                |                                |                                |  |  |  |  |  |  |  |  |  |  |  |  |  |  |  |  |  |  |  |  |  |  |  |  |  |  |  |  |
|  |  |                               |                               |                               |                               |                               |                               |       |       |              |              |              |              |                                                    |                                                    |                                                    |                                                    |                                                    |                                                    |                              |                              |                              |                              |                            |                            |                                              |                                              |                                              |                                              |                                              |                                              |                                |                                |                                |                                |  |  |  |  |  |  |  |  |  |  |  |  |  |  |  |  |  |  |  |  |  |  |  |  |  |  |  |  |
|  |  |                               |                               |                               |                               |                               |                               |       |       |              |              |              |              | منوچهر فرمانروایی ۴۰۳ تا ۴۲۱                       | منوچهر فرمانروایی ۴۰۳ تا ۴۲۱                       | منوچهر فرمانروایی ۴۰۳ تا ۴۲۱                       | منوچهر فرمانروایی ۴۰۳ تا ۴۲۱                       | منوچهر فرمانروایی ۴۰۳ تا ۴۲۱                       | منوچهر فرمانروایی ۴۰۳ تا ۴۲۱                       |                              |                              | دارا فرمانروایی ۴۳۶ تا ۴۴۱   | دارا فرمانروایی ۴۳۶ تا ۴۴۱   | دارا فرمانروایی ۴۳۶ تا ۴۴۱ | دارا فرمانروایی ۴۳۶ تا ۴۴۱ | دارا فرمانروایی ۴۳۶ تا ۴۴۱                   | دارا فرمانروایی ۴۳۶ تا ۴۴۱                   |                                              |                                              | اسکندر                                       | اسکندر                                       | اسکندر                         | اسکندر                         | اسکندر                         | اسکندر                         |  |  |  |  |  |  |  |  |  |  |  |  |  |  |  |  |  |  |  |  |  |  |  |  |  |  |  |  |
|  |  |                               |                               |                               |                               |                               |                               |       |       |              |              |              |              | منوچهر فرمانروایی ۴۰۳ تا ۴۲۱                       | منوچهر فرمانروایی ۴۰۳ تا ۴۲۱                       | منوچهر فرمانروایی ۴۰۳ تا ۴۲۱                       | منوچهر فرمانروایی ۴۰۳ تا ۴۲۱                       | منوچهر فرمانروایی ۴۰۳ تا ۴۲۱                       | منوچهر فرمانروایی ۴۰۳ تا ۴۲۱                       |                              |                              | دارا فرمانروایی ۴۳۶ تا ۴۴۱   | دارا فرمانروایی ۴۳۶ تا ۴۴۱   | دارا فرمانروایی ۴۳۶ تا ۴۴۱ | دارا فرمانروایی ۴۳۶ تا ۴۴۱ | دارا فرمانروایی ۴۳۶ تا ۴۴۱                   | دارا فرمانروایی ۴۳۶ تا ۴۴۱                   |                                              |                                              | اسکندر                                       | اسکندر                                       | اسکندر                         | اسکندر                         | اسکندر                         | اسکندر                         |  |  |  |  |  |  |  |  |  |  |  |  |  |  |  |  |  |  |  |  |  |  |  |  |  |  |  |  |
|  |  |                               |                               |                               |                               |                               |                               |       |       |              |              |              |              | انوشیروان فرمانروایی ۴۲۱ تا ۴۲۲ و مجدداً ۴۳۳ تا ۴۳۵ | انوشیروان فرمانروایی ۴۲۱ تا ۴۲۲ و مجدداً ۴۳۳ تا ۴۳۵ | انوشیروان فرمانروایی ۴۲۱ تا ۴۲۲ و مجدداً ۴۳۳ تا ۴۳۵ | انوشیروان فرمانروایی ۴۲۱ تا ۴۲۲ و مجدداً ۴۳۳ تا ۴۳۵ | انوشیروان فرمانروایی ۴۲۱ تا ۴۲۲ و مجدداً ۴۳۳ تا ۴۳۵ | انوشیروان فرمانروایی ۴۲۱ تا ۴۲۲ و مجدداً ۴۳۳ تا ۴۳۵ |                              |                              |                              |                              |                            |                            |                                              |                                              |                                              |                                              | کیکاووس فرمانروایی ۴۴۱ تا ۴۸۳                | کیکاووس فرمانروایی ۴۴۱ تا ۴۸۳                | کیکاووس فرمانروایی ۴۴۱ تا ۴۸۳  | کیکاووس فرمانروایی ۴۴۱ تا ۴۸۳  | کیکاووس فرمانروایی ۴۴۱ تا ۴۸۳  | کیکاووس فرمانروایی ۴۴۱ تا ۴۸۳  |  |  |  |  |  |  |  |  |  |  |  |  |  |  |  |  |  |  |  |  |  |  |  |  |  |  |  |  |
|  |  |                               |                               |                               |                               |                               |                               |       |       |              |              |              |              | انوشیروان فرمانروایی ۴۲۱ تا ۴۲۲ و مجدداً ۴۳۳ تا ۴۳۵ | انوشیروان فرمانروایی ۴۲۱ تا ۴۲۲ و مجدداً ۴۳۳ تا ۴۳۵ | انوشیروان فرمانروایی ۴۲۱ تا ۴۲۲ و مجدداً ۴۳۳ تا ۴۳۵ | انوشیروان فرمانروایی ۴۲۱ تا ۴۲۲ و مجدداً ۴۳۳ تا ۴۳۵ | انوشیروان فرمانروایی ۴۲۱ تا ۴۲۲ و مجدداً ۴۳۳ تا ۴۳۵ | انوشیروان فرمانروایی ۴۲۱ تا ۴۲۲ و مجدداً ۴۳۳ تا ۴۳۵ |                              |                              |                              |                              |                            |                            |                                              |                                              |                                              |                                              | کیکاووس فرمانروایی ۴۴۱ تا ۴۸۳                | کیکاووس فرمانروایی ۴۴۱ تا ۴۸۳                | کیکاووس فرمانروایی ۴۴۱ تا ۴۸۳  | کیکاووس فرمانروایی ۴۴۱ تا ۴۸۳  | کیکاووس فرمانروایی ۴۴۱ تا ۴۸۳  | کیکاووس فرمانروایی ۴۴۱ تا ۴۸۳  |  |  |  |  |  |  |  |  |  |  |  |  |  |  |  |  |  |  |  |  |  |  |  |  |  |  |  |  |
|  |  |                               |                               |                               |                               |                               |                               |       |       |              |              |              |              | جستان                                              | جستان                                              | جستان                                              | جستان                                              | جستان                                              | جستان                                              |                              |                              |                              |                              |                            |                            |                                              |                                              |                                              |                                              | گیلانشاه فرمانروایی ۴۸۳ تا ۴۸۶               | گیلانشاه فرمانروایی ۴۸۳ تا ۴۸۶               | گیلانشاه فرمانروایی ۴۸۳ تا ۴۸۶ | گیلانشاه فرمانروایی ۴۸۳ تا ۴۸۶ | گیلانشاه فرمانروایی ۴۸۳ تا ۴۸۶ | گیلانشاه فرمانروایی ۴۸۳ تا ۴۸۶ |  |  |  |  |  |  |  |  |  |  |  |  |  |  |  |  |  |  |  |  |  |  |  |  |  |  |  |  |